# Cabeza Nevada
Cabeza Nevada es un pico situado en la vertiente norte de la sierra de Gredos, que a su vez forma parte de la cordillera del Sistema Central, en la península ibérica. Tiene 2426 metros de altitud. Forma parte de la cresta de picos que separan el circo de Cinco Lagunas y la Hoya del Gargantón. Se encuentra en el término municipal español de Zapardiel de la Ribera, en la provincia de Ávila. También se le conoce con los nombres de Cervunal o Mogota del Cervunal. El pico tiene una prominencia de 97 metros.